# Suzaku Tennō
Suzaku Tennō (朱雀天皇?) (7 de septiembre de 923-6 de septiembre de 952) fue el 61.º emperador de Japón, según el orden tradicional de sucesión.  Reinó entre 930 y 946. Antes de ser ascendido al Trono de Crisantemo, su nombre personal (imina) era Príncipe Imperial Hiroakira (Hiroakira-shinnō). También era conocido como Príncipe Imperial Yutaakira (Yutaakira-shinnō).

## Genealogía
Fue el undécimo hijo de Daigo Tennō y de la Emperatriz Consorte Onshi, hija del regente y Daijō Daijin Fujiwara no Mototsune.
Tuvo dos Emperatrices y Consortes y una hija.

## Biografía
Pudo ser heredero al trono tras la muerte repentina de su hermano mayor, quien iba a ser el sucesor de Daigo Tennō.
En 930 fallece su padre y asume el trono a la edad de 7 años con el nombre de Emperador Suzaku. Debido a su edad, el poder administrativo del país queda bajo las manos del clan Fujiwara, quienes actúan como regentes.
Durante su reinado ocurren dos insurrecciones: en 940, Taira no Masakado se autoproclama emperador en la región de Kanto, pero fue sofocado por Taira no Sadamori; en 941, Fujiwara no Sumitomo inició otra rebelión en el este del país, pero fue derrotado por Tachibana Tōyasu.
Suzaku Tennō abdica en 946, a la edad de 23 años, a favor de su hermano menor, Murakami Tennō.
Fallece en 952 a la edad de 30 años.

## Kugyō
Kugyō (公卿) es el término colectivo para los personajes más poderosos y directamente ligados al servicio del emperador del Japón anterior a la restauración Meiji. Eran cortesanos hereditarios cuya experiencia y prestigio les había llevado a lo más alto del escalafón cortesano.
- Sesshō:  Fujiwara no Tadahira (880 – 949)[10]
- Kanpaku:  Fujiwara no Tadahira (880 – 949)[10]
- Daijō Daijin: Fujiwara no Tadahira[5]
- Sadaijin: Fujiwara no Tadahira[5]
- Sadaijin : Fujiwara no Nakahira[11]
- Udaijin: Fujiwara no Sadakatai[11]
- Udaijin: Fujiwara no Nakahira[12]
- Udaijin: Fujiwara no Tsunesuke[11]
- Udaijin: Fujiwara no Saneyori (900 – 970)[13]
- Nadaijin:
- Dainagon: Fujiwara no Nakahira[11]

## Eras
- Enchō (923 – 931)
- Jōhei (931 – 938)
- Tengyō (938 – 947)